# Perković (prezime)
Perković (Perkovich ili Percovich) je hrvatsko, bosansko  i crnogorsko prezime.

## Podrijetlo prezimena
Prezime Perković je Patronimik, prezime izvedeno po imenu oca Petar, Perko, Peruna hetitskog porijekla što znači stijena. 
Danas u Hrvatskoj ima oko 7000 Perkovića, a moguće u Bosni i Hercegovini približno isto.

## Povijesni izvori o prezimenu Perković
U Hrvatskoj ima više nesrodnih obitelji koje nose to prezime. U povijesnim dokumentima i prvi pisani spomen Perkovića je godina 1653. gdje se spominje prvi Perković, desetar, Marko Perković i to u Brinju. ISPRAVAK:
Mletački popis u Conte di Zara/Zadar/ 1605. u Ljupču/Gliuba/ popisuje 
četiri obitelji/Andrija Perkovich,..../ s dvadesetak članova obitelji!!
Zemljišne knjige Ogulinske regimente za Stajnicu iz 1780.godine zabilježile su 23 domaćinstva s prezimenom Perković.

## Poznati Perkovići
- Ante Perković (glazbenik)

- fra Ante Perković (svećenik)[1][2]
- Borimir Perković
- Dalibor Perković
- George Perkovich
- Josip Perković
- Luka Perković
- Margarita Percovich
- Marko Perković
- Sandra Perković